# خيمند (مقاطعة تشرام)
خيمند (بالفارسية: خیمند) هي قرية تقع في قسم تشرام الريفي (مقاطعة تشرام) في إيران. يقدر عدد سكانها بـ 79 نسمة بحسب إحصاء 2016.